# Iván Santillán
Iván Santillán (Talara, 6 de mayo de 1991) es un futbolista peruano. Juega como lateral izquierdo y su equipo actual es Comerciantes FC de la Liga 2 de Perú.

## Trayectoria
Debutó con el Coronel Bolognesi, club que lo tuvo en menores hasta ver su amplio progreso y posteriormente fue ascendido al primer equipo. Debutó en el 2008.
En el 2009 desciende con el equipo tacneño siendo dirigido por Roberto Mosquera compartiendo la banda izquierda con Javier Chumpitaz. Jugó un total de 7 partidos. El siguiente año jugó la Segunda División, cumpliendo una temporada irregular.
En 2011 cumplió una destaca campaña con Bolognesi siendo considerado el mejor lateral izquierdo de la Segunda División Peruana.

### Real Garcilaso
Finalmente fichando por el recién ascendido Real Garcilaso. En el 2012 llega a Cuzco jugando con el dorsal 27 y compitiendo con Hugo Ángeles por el puesto, sin embargo, debido a su juventud al inicio fue al equipo de reserva, luego fue ascendido al primer equipo por Freddy García. en el Garcilaso fue titular en casi todos los partidos ayudando así a su equipo a llegar hasta el subcampeonato del Descentralizado 2012 y clasificándolo a la Copa Libertadores 2013. En el 2013 hace una gran copa llegando así hasta los cuartos de final. Ese año volvió a repetir el subcampeonato y volviendo a clasificar a la Copa Libertadores 2014. En el 2015 logra clasificar a la Copa Sudamericana 2016 donde le anotó un gol al Palestino. A finales del 2016 fue muy voceado para ir a Alianza Lima, traspaso que luego no se llegó a dar debido a que Alianza se negó a pagar la cláusula de rescisión ya que Santillán tenía un año más de contrato. El 2018 fue su mejor año futbolístico, el uruguayo Tabaré Silva lo ubicó como extremo por izquierda y logró anotar 9 goles en 38 partidos.

### Tiburones Rojos
Luego de tener discrepancias con la directiva del Real Garcilaso por el motivo de emigrar, el 3 de enero del 2019 se va rumbo a México para jugar el Clausura Mexicano con los Tiburones Rojos por los próximos tres años. Luego de un problema con el traspaso y el acuerdo de pago del club mexicano, el 7 de febrero es oficializado como refuerzo, quedando habilitado para jugar en la Liga MX. Sin embargo, en octubre de ese mismo año cobra el sueldo que le debía el club mexicano y decide rescindir su contrato, con ello abandona dicha institución luego de que el jugador presentara una denuncia ante la Federación mexicana de fútbol por falta de pagos.

### Universitario de Deportes
Luego de su agridulce experiencia en el fútbol mexicano, donde quedó en condición de jugador libre por la falta de pagos, se convirtió en objeto de deseo de algunos clubes peruanos.
Finalizada la temporada 2019, luego de rumores que lo colocaban en la órbita de equipos como Alianza Lima, Sporting Cristal, Melgar de Arequipa y Sport Boys, sorprendió al convertirse en el primer fichaje de Universitario para la temporada 2020. Al oficializarse su incorporación, declaró ser un hincha confeso de la institución merengue y aseguró entregar todo para cumplir los objetivos del club. Llegó para reemplazar a Jersson Vásquez y firmó por 2 temporadas. Su primer gol con Universitario se da en la fecha 8 frente al Club Universidad San Martin en la victoria merengue por 2 a 0 y fue elegido como el mejor jugador de la fecha. A final de temporada se rumoreó una posible salida, sin embargo, todo fue aclarado por el jugador y selló su compromiso con el equipo. El 2021 fue lamentable para jugador merengue, debido a una terrible lesión en la rodilla izquierda que lo marginaría del todo el campeonato peruano. Fue convocado únicamente contra Sporting Cristal en el torneo clausura.
Pese a esta lesión Gregorio Pérez confió en él y pidió su renovación, renovaría hasta 2023. Su debut en el 2022 fue en la fecha 5 frente a Deportivo Municipal.
Luego de un año irregular donde disputó 20 partidos y dio una asistencia se iría del club, rescindiendo su contrato vigente finalizando la temporada.

### Cienciano
Luego de terminar contrato con el equipo crema sería fichado por el Club Cienciano.
A mitad del 2024, fichó por Comerciantes FC, se quedó a un paso del ascenso a la Liga 1 Perú. Jugó 11 partidos y no anotó goles.

## Clubes
| Club                        | País          | Año           | Partidos | Goles |
| --------------------------- | ------------- | ------------- | -------- | ----- |
| Coronel Bolognesi           | Perú          | 2008-2011     | 48       | 6     |
| Real Garcilaso              | Perú          | 2012-2018     | 266      | 16    |
| Tiburones Rojos de Veracruz | México        | 2019          | 17       | 4     |
| Universitario de Deportes   | Perú          | 2020-2022     | 50       | 4     |
| Cienciano                   | Perú          | 2023          | 21       | 0     |
| Juan Aurich                 | Perú          | 2024 -        |          |       |
| Total carrera               | Total carrera | Total carrera | 402      | 30    |

## Palmarés

### Torneos cortos
| Título          | Club                      | País | Año  |
| --------------- | ------------------------- | ---- | ---- |
| Torneo Apertura | Universitario de Deportes | Perú | 2020 |

### Distinciones individuales
| Distinción                                                                                            | Año  |
| --- | ---- |
| Incluido en el equipo ideal del Torneo del Inca según el portal periodístico DeChalaca.com            | 2015 |
| Incluido en el equipo ideal del Campeonato Descentralizado según el portal periodístico DeChalaca.com | 2017 |
| Mejor once de la Liga 1 según la SAFAP                                                                | 2020 |